# The Accountant 2
The Accountant 2 (bra: O Contador 2; prt: The Accountant - Acerto de Contas) é um thriller de ação americano dirigido por Gavin O'Connor e escrito por Bill Dubuque. Sequência direta de The Accountant, tem Ben Affleck, Jon Bernthal, J. K. Simmons e Cynthia Addai-Robinson retornando nos mesmos papeis do filme anterior, com Daniella Pineda entre os atores que se juntam ao elenco.

## Elenco
- Ben Affleck como Christian Wolff, um contador autista que lava dinheiro para alguns dos criminosos mais perigosos do mundo.
- Jon Bernthal como Brax (Braxton), irmão de Christian. Ele dirige uma empresa de segurança para clientes de alto perfil.
- J. K. Simmons como Ray King, o diretor do FinCEN do Departamento do Tesouro. King construiu uma carreira seguindo pistas de Wolff depois de o ter conhecido anos antes numa vigilância.
- Cynthia Addai-Robinson como Marybeth Medina, uma jovem agente do Tesouro que tem a tarefa de encontrar a verdadeira identidade do Contador.
- Daniella Pineda como Anais, uma assassina.
- Allison Robertson como Justine, a líder da equipe de autistas que dão apoio técnico a Wolff. Alison Wright, que interpretou Justine no primeiro filme, faz a voz da personagem.
- Robert Morgan como Burke
- Grant Harvey como Harvey
- Andrew Howard como Batu

## Produção
Em junho de 2017, foi anunciado que uma sequência de The Accountant estava em desenvolvimento, com Gavin O'Connor e Bill Dubuque voltando em seus respectivos papéis como diretor e escritor. Ben Affleck deveria retornar ao papel principal. Em fevereiro de 2020, Affleck confirmou que os desenvolvimentos estavam em andamento, com o estúdio tendo considerado retroativamente transformar um roteiro separado que estão desenvolvendo em The Accountant 2. O ator também expressou interesse no potencial de uma série de televisão.
Em setembro de 2021, Connor revelou em uma entrevista com Cinema Blend que uma sequência estava em desenvolvimento, com a possibilidade de uma terceira também. Affleck e Jon Bernthal foram confirmados para repetir seus papéis como Christian Wolff e Brax. Em março de 2024, foi anunciado o retorno de J. K. Simmons e Cynthia Addai-Robinson.
A Fotografia principal começou em 25 de março de 2024, na Califórnia. Em fevereiro de 2024, foi anunciado que a Amazon MGM Studios adquiriu os direitos da Warner Bros. Pictures, com estimativas de US$ 10 milhões de gastos qualificados e Incentivos fiscais. Seamus McGarvey serve como o cineasta. Em abril, Daniella Pineda, Allison Robertson, Robert Morgan e Grant Harvey se juntaram ao elenco.

## Futuro
Em setembro de 2021, O'Connor anunciou intenções de expandir The Accountant para uma trilogia de filmes. Com planos para concluir a produção do terceiro filme de forma consecutiva com a segunda parcela, o diretor descreveu o terceiro filme como uma espécie de filme amigo, comparando o projeto a "Rain Man turbinado".